# Paronychia mesopotamica
Paronychia mesopotamica är en nejlikväxtart. Paronychia mesopotamica ingår i släktet prasselörter, och familjen nejlikväxter.

## Underarter
Arten delas in i följande underarter:
- P. m. mesopotamica
- P. m. syriaca